# Otto Weidt
Otto Max August Weidt (Rostock, 2 de mayo de 1883 - Berlín, 22 de diciembre de 1947) fue el dueño alemán de un taller en Berlín para judíos ciegos y sordos y algunos judíos no discapacitados. Durante el Holocausto, trató de salvar a sus empleados judíos y pudo salvar a algunos. El 7 de septiembre de 1971 fue reconocido como Justo entre las Naciones.

## Biografía

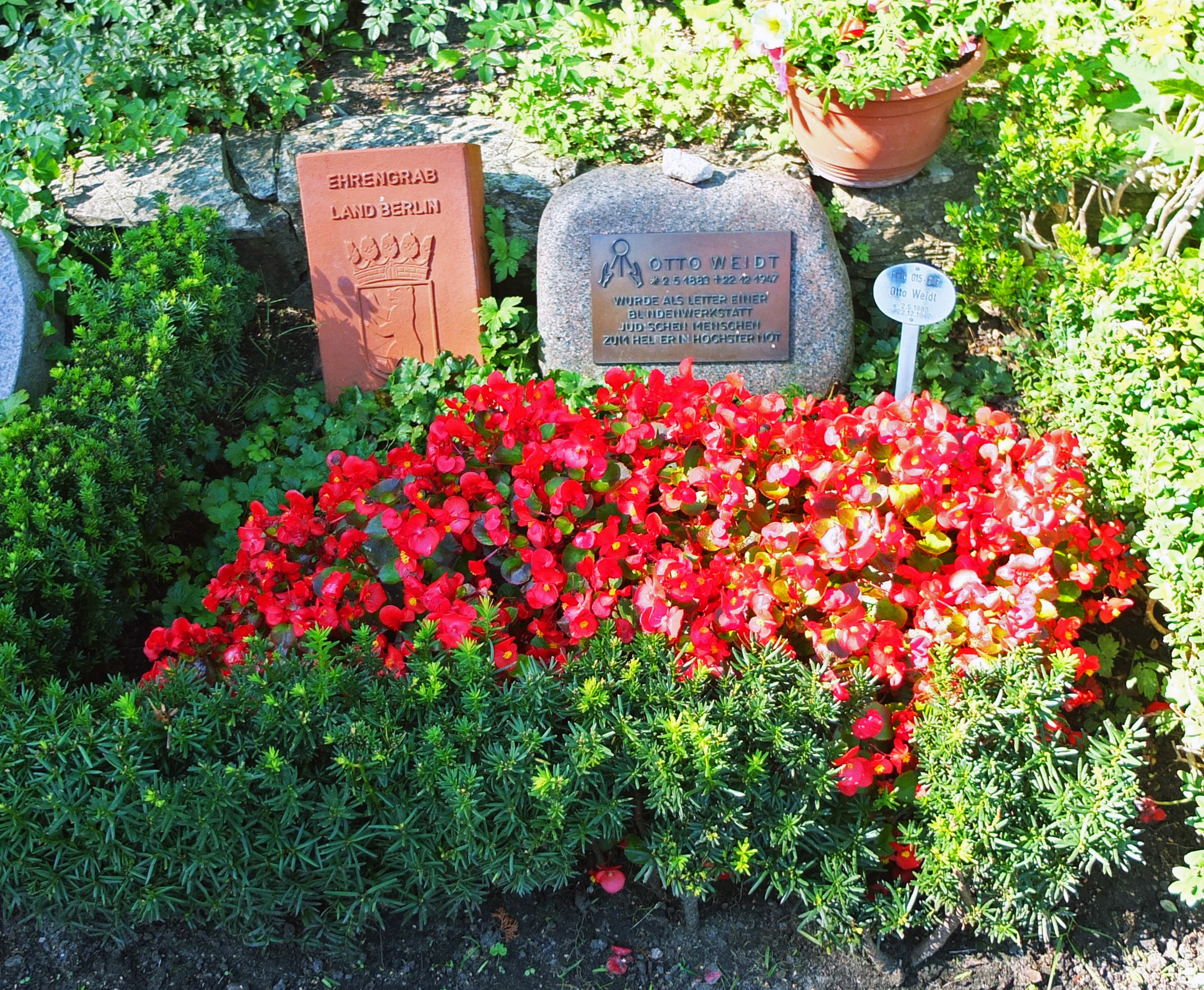

Otto Weidt nació en Rostock y era de origen muy humilde. Cuando tenía cinco años, la familia Weidt se mudó a Berlín. Durante el Imperio alemán Otto Weidt fue redactor de la revista «Der Anarchist» («El Anarquista»). En 1907, Weidt fue condenado a un mes de prisión por sus supuestos contactos con anarquistas rusos. Hacia 1910, se apartó del anarquismo, pero ese pensamiento lo marcó. Aprendió el oficio de empapelador. Otto Weidt era un pacifista y pudo evitar ser soldado en la Primera Guerra Mundial por una discapacidad, pero hacia el final de la guerra lo reclutaron para el servicio sanitario.
En los años 1930 Weidt se quedó ciego. Como muchos invidentes y ciegos se convirtió en fabricante de cepillos. En 1936 abrió un taller de cepillos y escobas. Odió a los nacionalsocialistas y desde 1939 empleó sobre todo judíos ciegos, sordos y mudos.
En 1940 el taller se mudó a Rosenthalerstraße 39 en el distrito de Berlín-Mitte. Más de treinta judíos ciegos y sordos trabajaron allí. Como suministró escobas y cepillos al ejército, el taller fue clasificado como esencial para la guerra. «Debido a este estatus y gracias a los sobornos regulares de Otto Weidt a los oficiales de la Gestapo, sus trabajadores no fueron deportados durante algún tiempo. Él y otros ayudantes obtuvieron comida, papeles falsificados y escondites para ellos. Cuando su secretaria Alice Licht fue deportada a finales de 1943, viajó tras ella para recuperarla del campo de concentración de Auschwitz. Pudo ayudarla a escapar.»
Sin embargo no pudo ayudar a todos. Tenía que esconder a algunos de sus empleados, pero los judíos escondidos fueron delatados y llevados a un campo de concentración. Entonces Otto Weidt les envió paquetes con comida, ropa y medicamentos. Se enviaron 150 paquetes. «La prostituta Hedwig Porschütz compraba los alimentos en el mercado negro. En 1944 Porschütz fue pillada y condenada a un año y medio de reclusión por delitos contra la economía de guerra y encubrimiento, que cumplió desde noviembre de 1944 en un campo de trabajos forzados. En 1958, la República Federal de Alemania rechazó su solicitud de indemnización por persecución política. La vergonzosa justificación: el apoyo a los judíos perseguidos no era adecuado para socavar el régimen nazi y, por lo tanto, no se trató de resistencia.» De los diecinueve destinatarios conocidos de los paquetes solamente tres sobrevivieron. Hacia el final de la Segunda Guerra Mundial el taller solamente tuvo pocos empleados, sobre todo judíos casados con no judíos.
Después de la guerra Otto Weidt estableció un orfanato y una residencia de ancianos para judíos. Además intervino a favor de erigir un monumento para conmemorar a los judíos asesinados. Antes de poder conseguirlo murió con tan solo sesenta y cuatro años en diciembre de 1947.
En 1971, Yad Vashem lo reconoció póstumamente entre los Justos entre las Naciones.

## Literatura
- Inge Deutschkron, Lukas Ruegenberg: Papa Weidt: Er bot den Nazis die Stirn. Butzon & Bercker, Kevelaer 2001, ISBN 3-7666-0210-1
- David Koser: Blindenwerkstatt Otto Weidt, In: Hauptstadt des Holocaust. Orte nationalsozialistischer Rassenpolitik in Berlin, Berlín: Stadtagentur 2009, Ort 35, p. 154, ISBN 978-3-9813154-0-0,